# حمام حاج‌داداش
حمام حاج‌داداش یکی از بناهای تاریخی شهر زنجان است. این حمام تنها حمام ستون سنگی زنجان می‌باشد که ستون اصلی آن بر روی چهارستون سنگی قرار گرفته‌است.
قدمت این بنا به‌طور تقریبی ۱۵۰ تا ۲۰۰ سال پیش تخمین زده می‌شود. هم‌اکنون با حفظ بافت حمام و با اندکی تغییرات از این مکان به عنوان سفره‌خانه استفاده می‌شود و محل پذیرایی گردش گران است.